# Perfectionist
Perfectionist é o álbum de estreia da cantora-compositora inglesa Natalia Kills. A sua elaboração começou após Kills ter chamado a atenção de produtores dos Estados Unidos na rede de computadores e ter um contrato com a gravadora Interscope, que distribuiu o trabalho a partir de 15 de março de 2011 em diferentes formatos em territórios variados através do grupo fonográfico Universal. Um disco conceitual de electropop e dance-pop, tem como base a opinião da vocalista de que todas as pessoas são perfeccionistas. As suas canções exploram temas como relacionamentos amorosos, materialismo, sonhos, decepção e luto. A sua recepção crítica foi ora mista ao notar ser uma obra calculada demais, ora positiva pela visão de Kills colocada nas composições e ao avaliar o produto final.
Fez a sua estreia nas tabelas musicais na Áustria, na Alemanha e na Suíça nos 35.°, 50.° e 94.° lugares, respectivamente. Nos Estados Unidos, atingiu o topo da Heatseekers Albums e a 134.ª posição na lista Billboard 200 enquanto ficou na 36.ª colocação no Canadá. Quatro músicas do Perfectionist foram lançadas como singles: "Mirrors", que obteve um sucesso moderado na América do Norte e na Europa, "Wonderland", "Free" e "Kill My Boyfriend". A sua divulgação ocorreu através de uma turnê, incluindo concertos de abertura para outros artistas.

## Antecedentes
Natalia Kills começou a compor canções em seu tempo livre e consequentemente para outros artistas e filmes. Com o lançamento de seu extended play (EP) independente Womannequin (2008) sob o seu nome de nascimento, Natalia Cappuccini, e a postagem de algumas faixas na sua conta do MySpace, chamou a atenção do blogueiro Perez Hilton, que transmitiu-as na rede. Os seus acessos aumentaram e a cantora viajou até Los Angeles, Estados Unidos, onde foi apresentada a produtores musicais como Timbaland, Justin Timberlake e Akon. Ela conheceu o músico will.i.am através de um disc jockey (DJ) amigo seu e teve um contrato assinado com as gravadoras Interscope, Cherrytree e will.i.am. A partir da metade de 2009, começou a produzir o seu álbum de estreia Perfectionist.

## Conceito e arte de capa
Kills comentou ao portal Blogcritics que pensou na ideia de Perfectionist antes de compor qualquer canção. Ela inspirou-se em filmes e na possibilidade de fazer um álbum que servisse também como uma trilha sonora, que consquentemente revelou-se na sua opinião de que "(...) todo mundo é perfeccionista. A minha pessoa, principalmente. (...) Toda vez que vais a uma entrevista de emprego, a um encontro ou às compras, sempre estás procurando pelo melhor", sendo assim um trabalho conceitual. A cantora afirmou que o título não é sobre ser perfeito, mas sim sobre entender que nada possa ser desta maneira.
A arte de capa de Perfectionist mostra Kills sentada em uma cadeira de examinação com um X cobrindo os seus olhos.

## Música e letras

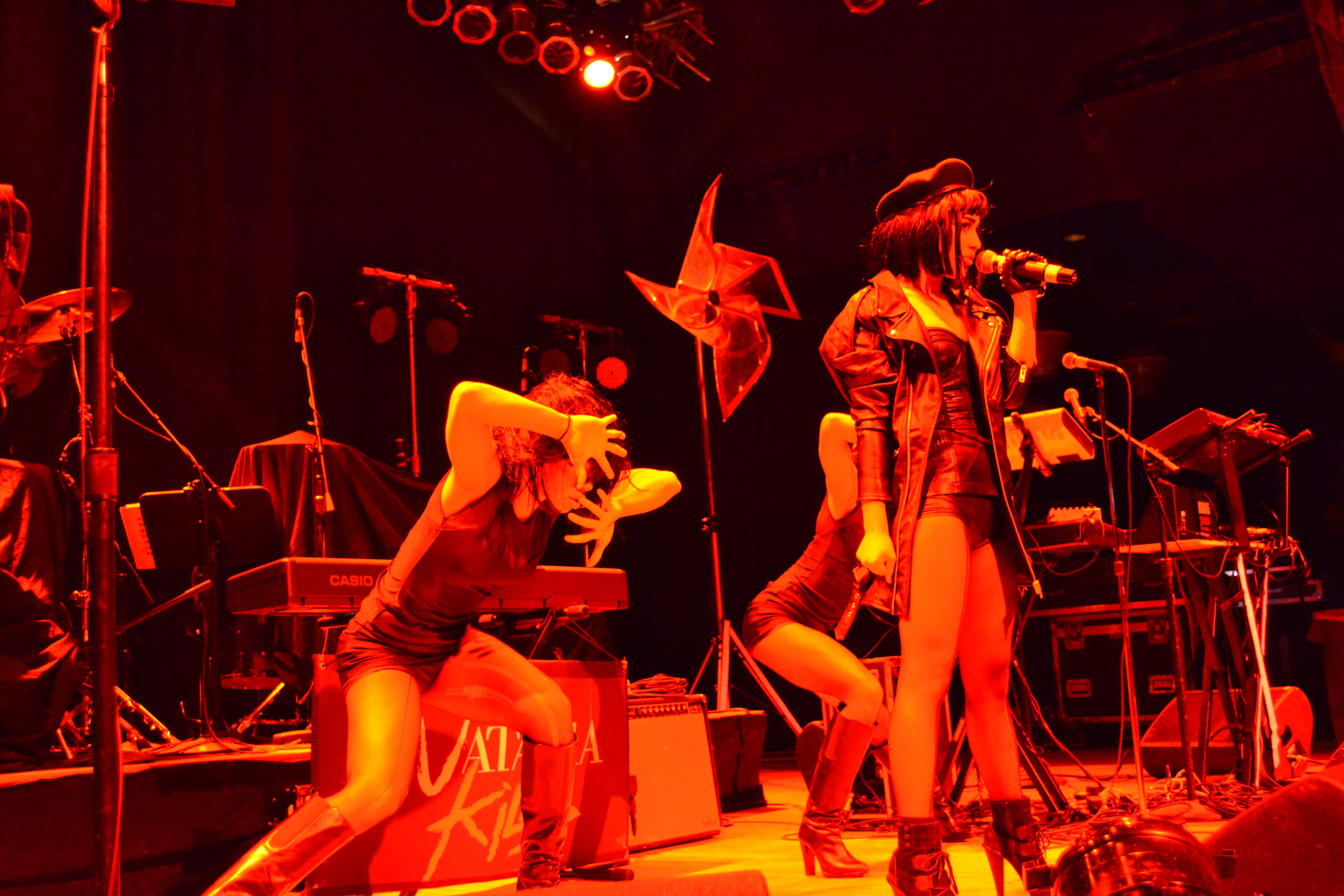
Natalia Kills e a sua banda ao vivo em 2011.

Perfectionist é um álbum dos gêneros dance-pop e electropop. Em entrevista ao portal Digital Spy, a artista revelou ter inspirado-se em cantoras como Alanis Morissette e Kate Bush para fazer composições, pois tinha problemas em revelar experiências pessoais, mas então criou coragem para ser honesta consigo mesma. O disco foi caracterizado por ser a união de uma sonoridade sombria e versos metafóricos e cômicos. A faixa inicial, "Perfection", dura por volta de meio minuto e é feita a partir da narração de um terapeuta com uma voz robótica sobre as imperfeições do alterego de Kills. "Wonderland" é uma canção de synthpop que referencia contos de fadas e um romance com um final feliz. "Free" foi composta quando a cantora tinha dificuldades em obter dinheiro para pagar as suas contas, mas mesmo assim sentia-se feliz e é uma ironia com a sua então situação. Contém também extratos do single de Bush "Wuthering Heights" (1978) e toques de piano cintilantes. "Break You Hard" tem "ritmos hipnóticos" e é a respeito de quebrar um homem. O tema "Zombie", uma música de R&B eletrônico com uma execução leve de baixo, é de um ex-namorado da artista que nunca escutava a si, mesmo que fosse a única pessoa presente. "Love Is a Suicide" trata-se de estar em um relacionamento amoroso e saber que este pode ser destrutivo. "Mirrors" é uma obra de electropop e rock eletrônico cujo assunto é o sadomasoquismo e seu desenvolvimento é feito de uma linha de baixo de synthpop e guitarras com a extensão vocal de falsetto de Kills no seu refrão.
"Not in Love" tem um tempo mediano e a sua produção contém elementos de acid house. A sua letra é sobre como "ensina uma moça a convencer um rapaz a não amá-la". A questão do número de hard rock "Acid Annie" é uma "fantasia de vingança" a um ex-namorado, enquanto a do de dance music "Superficial" é a fascinação da cantora pelos "objetos mais valiosos". "Broke" é uma balada sentimental e "Heaven" é outra composta após o avô da artista ter morrido. "Nothing Lasts Forever" possui um uso exagerado do processador de áudio Auto-Tune. A última composição, "If I Was God", revela Kills perguntando ao seu parceiro se ele ficaria ao seu lado se não tivesse nada e as coisas que ela faria se fosse Deus.

## Recepção crítica
| Críticas profissionais | Críticas profissionais |
| Avaliações da crítica  | Avaliações da crítica  |
| Fonte                  | Avaliação              |
| ---------------------- | ---------------------- |
| Allmusic               | [ 15 ]                 |
| Digital Spy            | [ 14 ]                 |

Jon O'Brien, do portal Allmusic, fez uma crítica mista ao Perfectionist. Relatou que parece ser um trabalho calculado demais por Kills, que tenta provar o seu amadurecimento após ter sido uma cantora com diferentes nomes artísticos em outras fases de sua carreira. Também, observou que embora ela confirme a sua autenticidade, severas canções soam com as de outras cantoras contemporâneas. Todavia, afirmou haver obras que destacam-se: "Mirrors", considerada a sua "melhor interpretação", "Break You Hard", e "Not in Love", notada por ter uma sonoridade diferente do resto do disco. Completou a resenha: "Embora haja vários singles futuros aqui, Perfectionist é de longe muito formulado e artificial para estar ao nível das óbvias intenções rebeldes de Kills." Todavia, o redator do Digital Spy Lewis Corner foi positivo com o álbum. Afirmou que "cada momento de surrealidade de pop floresce da própria visão de Kills" e elogiou o produto final por ser tão interessante quanto "pirado", tendo avaliado também a capacidade da artista de negociar duro.

## Divulgação

### Singles
A canção "Mirrors" foi lançada como o primeiro single do álbum em 10 de agosto de 2010 e recebeu em sua maioria críticas positivas pela sua produção. Entrou em tabelas musicais europeias como a alemã Media Control AG na sua décima posição e na estado-unidense Hot Dance Club Songs no número três. Obteve o seu melhor desempenho na lista polonesa Zwiazek Producentow Audio Video ao atingir o segundo lugar. "Wonderland" foi a segunda faixa de promoção de Perfectionist e estreou nas listas da Alemanha e da Áustria nos 45.° e 55.° lugares, respectivamente. O seu vídeo contém referências a histórias infantis como Alice no País das Maravilhas e Chapeuzinho Vermelho em um cenário de violência. Para a sua versão como o terceiro single do disco, "Free" foi distribuída com a participação do músico will.i.am em 28 de junho de 2011. Obteve um desempenho maior do que o seu antecessor ao atingir a quinta colocação na compilação austríaca Ö3 Austria Top 40, a décima primeira na Eslovênia e a décima sétima na Media Control AG.

#### Singlespromocionais
A canção "Zombie" foi lançada digitalmente em 21 de dezembro de 2009 como parte de uma campanha promocional. O seu vídeo contém cenas de Kills vagando por um deserto e depois correndo, quando é então acorrentada em uma cama e há enfermeiros ao redor. De acordo com a cantora, isto representa como se ela fosse uma paciente com transtorno mental.

### Turnê promocional
Natalia Kills embarcou em uma turnê na América e na Europa para promover o álbum. Os concertos iniciaram em 24 de junho de 2011 e continuarão até novembro seguinte.

#### Datas
| Europa                 |                  |                |                            |
| 24 de junho de 2011    | Paris            | França         | Stade de France[A]         |
| 25 de junho de 2011    | Paris            | França         | Stade de France[A]         |
| 26 de junho de 2011    | Londres          | Inglaterra     | Dance Village[B]           |
| 28 de junho de 2011    | Düsseldorf       | Alemanha       | Esprit Arena[A]            |
| 1° de julho de 2011    | Londres          | Inglaterra     | Hyde Park[C]               |
| 3 de julho de 2011     | Birmingham       | Inglaterra     | O2 Academy Birmingham[D]   |
| 11 de julho de 2011    | Manchester       | Inglaterra     | O2 Apollo Manchester[D]    |
| 13 de julho de 2011    | Londres          | Inglaterra     | HMV Hammersmith Apollo[D]  |
| América do Norte       |                  |                |                            |
| 12 de agosto de 2011   | Boston           | Estados Unidos | Royale                     |
| 13 de agosto de 2011   | Nova Iorque      | Estados Unidos | Webster Hall               |
| 17 de agosto de 2011   | Miami Beach      | Estados Unidos | Mansion                    |
| 19 de agosto de 2011   | Atlanta          | Estados Unidos | Masquerade                 |
| 21 de agosto de 2011   | Rosemont         | Estados Unidos | Allstate Arena[E]          |
| 23 de agosto de 2011   | Saint Paul       | Estados Unidos | Xcel Energy Center[E]      |
| 26 de agosto de 2011   | San Diego        | Estados Unidos | Hard Rock Hotel            |
| 28 de agosto de 2011   | Hollywood        | Estados Unidos | Sunset Junction            |
| 1° de setembro de 2011 | Guadalajara      | México         | Auditorio Telmex[E]        |
| 3 de setembro de 2011  | Cidade do México | México         | Palacio de los Deportes[E] |
| 5 de setembro de 2011  | Monterrei        | México         | Arena Monterrey[E]         |
| Europa                 |                  |                |                            |
| 12 de setembro de 2011 | Berlim           | Alemanha       | Lido                       |
| 13 de setembro de 2011 | Colônia          | Alemanha       | Luxor                      |
| 14 de setembro de 2011 | Hamburgo         | Alemanha       | Knust                      |
| 16 de setembro de 2011 | Viena            | Áustria        | Szene Vienna               |
| 17 de setembro de 2011 | Munique          | Alemanha       | Backstage Werk             |
| 20 de setembro de 2011 | Zurique          | Suíça          | Plaza                      |
| América do Sul[E]      |                  |                |                            |
| 25 de setembro de 2011 | São Paulo        | Brasil         | Chacára do Jockey          |
| 27 de setembro de 2011 | Buenos Aires     | Argentina      | Estadio G.E.B.A.           |

| América do Norte[F]    |                  |                |                            |
| 12 de outubro de 2011  | Fort Lauderdale  | Estados Unidos | Culture Room               |
| 13 de outubro de 2011  | Orlando          | Estados Unidos | Firestone Live             |
| 14 de outubro de 2011  | Pensacola        | Estados Unidos | DeLuna Festival            |
| 16 de outubro de 2011  | Anaheim          | Estados Unidos | House of Blues             |
| 18 de outubro de 2011  | Salt Lake City   | Estados Unidos | In the Venue               |
| 19 de outubro de 2011  | Denver           | Estados Unidos | The Gothic Theater         |
| 21 de outubro de 2011  | Minneapolis      | Estados Unidos | Fine Line Music Café       |
| 22 de outubro de 2011  | Chicago          | Estados Unidos | Vic Theatre                |
| 23 de outubro de 2011  | Cincinnati       | Estados Unidos | The Mad Hatter             |
| 24 de outubro de 2011  | Cleveland        | Estados Unidos | The Beachland              |
| 26 de outubro de 2011  | Toronto          | Canadá         | The Opera House            |
| 27 de outubro de 2011  | Montreal         | Canadá         | Club Soda                  |
| 29 de outubro de 2011  | Quebec           | Canadá         | Imperial de Quebec         |
| 30 de outubro de 2011  | Boston           | Estados Unidos | Royale                     |
| 1° de novembro de 2011 | Filadélfia       | Estados Unidos | Union Transfer             |
| 2 de novembro de 2011  | Brooklyn         | Estados Unidos | Music Hall of Williamsburg |
| 4 de novembro de 2011  | Nova Iorque      | Estados Unidos | Webster Hall               |
| 5 de novembro de 2011  | Washington, D.C. | Estados Unidos | Black Cat                  |
| 7 de novembro de 2011  | Atlanta          | Estados Unidos | Masquerade                 |
| 9 de novembro de 2011  | Houston          | Estados Unidos | Fitzgerald's               |
| 10 de novembro de 2011 | Dallas           | Estados Unidos | Granada Theatre            |
| 11 de novembro de 2011 | Austin           | Estados Unidos | La Zona Rosa               |
| 12 de novembro de 2011 | El Paso          | Estados Unidos | Tricky Falls               |
| 13 de novembro de 2011 | Tempe            | Estados Unidos | Marquee Theatre            |
| 15 de novembro de 2011 | Pomona           | Estados Unidos | Glass House                |
| 16 de novembro de 2011 | Los Angeles      | Estados Unidos | The Wiltern                |
| 17 de novembro de 2011 | San Diego        | Estados Unidos | SOMA                       |
| 18 de novembro de 2011 | Ventura          | Estados Unidos | Ventura Theater            |
| 19 de novembro de 2011 | São Francisco    | Estados Unidos | The Warfield               |
| 21 de novembro de 2011 | Seattle          | Estados Unidos | Neptune                    |
| 22 de novembro de 2011 | Vancouver        | Canadá         | Commodore Ballroom         |

Notas
| - A^ Concertos de abertura da turnê The Beginning Massive Stadium, do grupo estado-unidense Black Eyed Peas. - B^ Concerto integrante do Festival de Glastonbury. - C^ Concerto integrante do Wireless Festival. | - D^ Concertos de abertura da turnê Get Sleazy, da cantora estado-unidense Kesha. - E^ Concertos de abertura da turnê California Dreams, da cantora estado-unidense Katy Perry. - F^ Concertos de abertura da turnê do grupo sueco The Sounds em apoio ao seu álbum Something to Die For (2011). |

#### Dados de bilheteria
| Local do evento         | Cidade           | Ingressos vendidos / disponíveis | Renda      |
| ----------------------- | ---------------- | -------------------------------- | ---------- |
| Radio City Music Hall   | Nova Iorque      | 5.833 / 5.833 (100%)             | $204.155   |
| Chacára do Jockey       | São Paulo        | 22.784 / 24.500 (93%)            | $2.105.710 |
| Palacio de los Deportes | Cidade do México | 16.869 / 16.884 (99%)            | $707.031   |
| Imperial de Quebec      | Quebec           | 796 / 900 (88%)                  | $20.264    |
| Arena Monterrey         | Monterrey        | 9.944 / 9.958 (99%)              | $633.530   |
| Auditorio Telmex        | Guadalajara      | 8.451 / 8.578 (98%)              | $598.316   |
|                         | Total            | 64.677 / 66.653 (97%)            | $4.269.006 |

## Listas de faixas
A lista de faixas inicial foi revelada em 11 de agosto de 2010 pelo portal PopWrap, pertencente à pagina virtual do jornal estado-unidense New York Post. Mais tarde, foi acrescentada a canção "Acid Annie". A edição internacional contém quatorze músicas, enquanto na padrão norte-americana o número foi reduzido para dez. Na versão especial digital deste território e neerlandesa e na normal britânica, brasileira, russa e do Leste Europeu, todas as composições originais, a participação de will.i.am em "Free" e a até então inédita "Kill My Boyfriend" foram incluídas.
| Edição internacional |                                            |                                                 |                                               |         |  |
| N.º                  | Título                                     | Compositor(es)                                  | Produtor(es)                                  | Duração |  |
| 1.                   | "Perfection"                               | Natalia Kills                                   | Martin "Cherry Cherry Boom Boom" Kierszenbaum | 0:32    |  |
| 2.                   | "Wonderland"                               | Kills, Michael Warren, "The-Ron" Feemster       | Feemster                                      | 3:31    |  |
| 3.                   | "Free"                                     | Kills, Jeff Bhasker, Scott Mescudi, Dion Wilson | Bhasker                                       | 3:57    |  |
| 4.                   | "Break You Hard"                           | Kills, Feemster                                 | Feemster                                      | 4:22    |  |
| 5.                   | "Zombie"                                   | Kills, Bhasker                                  | Bhasker                                       | 3:19    |  |
| 6.                   | "Love Is a Suicide"                        | Kills, Fernando Garibay, Warren                 | Garibay                                       | 3:57    |  |
| 7.                   | "Mirrors"                                  | Kills, Kierszenbaum, Akon, Giorgio Tuinfort     | Akon, Tuinfort, Kierszenbaum                  | 3:17    |  |
| 8.                   | "Not in Love"                              | Kills, Kierszenbaum                             | Kierszenbaum                                  | 3:23    |  |
| 9.                   | "Acid Annie"                               | Kills, Kierszenbaum                             | Kierszenbaum                                  | 3:37    |  |
| 10.                  | "Superficial"                              | Kills, Feemster                                 | Feemster                                      | 3:19    |  |
| 11.                  | "Broke"                                    | Kills, Garibay, Warren                          | Garibay                                       | 4:08    |  |
| 12.                  | "Heaven"                                   | Kills, Bhasker                                  | Bhasker                                       | 4:49    |  |
| 13.                  | "Nothing Lasts Forever" (com Billy Kraven) | Kills, Bhasker                                  | Bhasker                                       | 3:30    |  |
| 14.                  | "If I Was God"                             | Kills, Feemster                                 | Feemster                                      | 4:43    |  |
| Duração total:       | Duração total:                             | Duração total:                                  | Duração total:                                | 50:24   |  |

| Faixas bônus da iTunes Store alemã, austríaca e suíça |                                                  |                                     |         |  |
| N.º                                                   | Título                                           | Compositor(es)                      | Duração |  |
| 15.                                                   | "Mirrors" (Live at the Cherrytree House)         | Kills, Kierszenbaum, Akon, Tuinfort | 3:45    |  |
| 16.                                                   | "Zombie" (Kleerup Remix)                         | Kills, Bhasker                      | 4:02    |  |
| 17.                                                   | "Mirrors" (Tonka Dynamix)                        | Kills, Kierszenbaum, Akon, Tuinfort | 5:41    |  |
| 18.                                                   | "Mirrors" (Live at the Cherrytree House) (vídeo) |                                     | 3:47    |  |

| Edição norte-americana |                        |                                                                |                              |         |  |
| N.º                    | Título                 | Compositor(es)                                                 | Produtor(es)                 | Duração |  |
| 1.                     | "Wonderland"           | Kills, Michael Warren, "The-Ron" Feemster                      | Feemster                     | 3:31    |  |
| 2.                     | "Free" (com will.i.am) | Kills, Jeff Bhasker, Scott Mescudi, Dion Wilson, William Adams | Bhasker                      | 4:28    |  |
| 3.                     | "Break You Hard"       | Kills, Feemster                                                | Feemster                     | 4:22    |  |
| 4.                     | "Zombie"               | Kills, Bhasker                                                 | Bhasker                      | 3:19    |  |
| 5.                     | "Love Is a Suicide"    | Kills, Garibay, Warren                                         | Garibay                      | 3:57    |  |
| 6.                     | "Mirrors"              | Kills, Kierszenbaum, Akon, Tuinfort                            | Akon, Tuinfort, Kierszenbaum | 3:17    |  |
| 7.                     | "Acid Annie"           | Kills, Kierszenbaum                                            | Kierszenbaum                 | 3:37    |  |
| 8.                     | "Superficial"          | Kills, Feemster                                                | Feemster                     | 3:19    |  |
| 9.                     | "Broke"                | Kills, Garibay, Warren                                         | Garibay                      | 4:08    |  |
| 10.                    | "If I Was God"         | Kills, Feemster                                                | Feemster                     | 4:43    |  |
| Duração total:         | Duração total:         | Duração total:                                                 | Duração total:               | 38:41   |  |

| Edição digital norte-americana e neerlandesa e padrão britânica, brasileira, russa e do Leste Europeu |                                            |                                      |                                    |         |  |
| N.º                                                                                                   | Título                                     | Compositor(es)                       | Produtor(es)                       | Duração |  |
| 1. | "Perfection"                               | Kills                                | Kierszenbaum                       | 0:32    |  |
| 2. | "Wonderland"                               | Kills, Warren, Feemster              | Feemster                           | 3:31    |  |
| 3. | "Free" (com will.i.am)                     | Kills, Bhasker, Mescudi, Adams       | Bhasker                            | 3:57    |  |
| 4. | "Kill My Boyfriend"                        | Kills, Junior Caldera, Julien Carret | Caldera, Carret, Kills, Tony Ugval | 3:31    |  |
| 5. | "Break You Hard"                           | Kills, Feemster                      | Feemster                           | 4:22    |  |
| 6. | "Zombie"                                   | Kills, Bhasker                       | Bhasker                            | 3:19    |  |
| 7. | "Love Is a Suicide"                        | Kills, Garibay, Warren               | Garibay                            | 3:57    |  |
| 8. | "Mirrors"                                  | Kills, Kierszenbaum, Akon, Tuinfort  | Akon, Tuinfort, Kierszenbaum       | 3:17    |  |
| 9. | "Not in Love"                              | Kills, Kierszenbaum                  | Kierszenbaum                       | 3:23    |  |
| 10.                                                                                                   | "Acid Annie"                               | Kills, Kierszenbaum                  | Kierszenbaum                       | 3:37    |  |
| 11.                                                                                                   | "Superficial"                              | Kills, Feemster                      | Feemster                           | 3:19    |  |
| 12.                                                                                                   | "Broke"                                    | Kills, Garibay, Warren               | Garibay                            | 4:08    |  |
| 13.                                                                                                   | "Heaven"                                   | Kills, Bhasker                       | Bhasker                            | 4:49    |  |
| 14.                                                                                                   | "Nothing Lasts Forever" (com Billy Kraven) | Kills, Bhasker                       | Bhasker                            | 3:30    |  |
| 15.                                                                                                   | "If I Was God"                             | Kills, Feemster                      |                                    | 4:43    |  |

| Faixa bônus da edição digital da iTunes Store norte-americana, britânica e neerlandesa |        |                                 |         |  |
| N.º                                                                                    | Título | Compositor(es)                  | Duração |  |
| 1.                                                                                     | "Free" | Kills, Bhasker, Mescudi, Wilson | 3:57    |  |

| Faixa bônus da edição digital da Amazon.com norte-americana |                            |                                     |         |  |
| N.º                                                         | Título                     | Compositor(es)                      | Duração |  |
| 1.                                                          | "Mirrors" (Robotaki Remix) | Kills, Kierszenbaum, Akon, Tuinfort | 4:15    |  |

## Créditos
Lista-se abaixo os profissionais envolvidos na elaboração de Perfectionist, de acordo com o seu encarte acompanhante:
| - Produção executiva: Martin Kierszenbaum, will.i.am - A&R: Kierszenbaum, Neil Jacobson - Coordenação de A&R: Nick J. Groff, Andrea Ruffalo - Produção musical: Jeff Bhasker, Akon, "The-Ron" Feemster, Fernando Garibay, Kierszenbaum, Giorgio Tuinfort, Junior Caldera, Julien Carret, Natalia Kills, Tony Ugval - Co-produção: Dion ‘No I.D.’ Wilson - Produção vocal: Kierszenbaum, Robert Orton, Ugval - Mistura: Bhasker, Orton - Masterização: Gene Grimaldi | - Engenharia: Kierszenbaum, Bhasker, Garibay, Mark "Exit" Goodchild, Anthony Kilhoffer, Robert Horn, Zach Kasik, Ugval - Instrumentação: Kierszenbaum, Feemster - Guitarra: Feemster, Horn, Kasik, Carlos Keery-Fisher - Voz adicional: Kierszenbaum, Feemster, Christopher Simila, Kristle Simila - Narração: Orton - Operador de emergência telefônica norte-americana (9-1-1): Heather Kierszenbaum - Fotografia: Lauren Dukoff - Direção de arte e design: Julian Peploe Studio |

## Desempenho nas tabelas musicais
Perfectionist fez a sua estreia na Áustria em 15 de abril de 2011 na 35.ª posição. Nos dias 17 e 18 seguintes, entrou no número 94 da tabela musical suíça Schweizer Hitparade e na quinquagésima colocação da empresa alemã Media Control, respectivamente. Após o seu lançamento na América do Norte em agosto de 2011, atingiu o topo da Heatseekers Albums e o 134.° lugar da Billboard 200, ambas listas estado-unidenses, e o 36.° posto da Canadian Albums Chart.
| Tabela (2011)                            | Melhor posição |
| ---------------------------------------- | -------------- |
| Alemanha (Media Control Charts)          | 50             |
| Canadá (Canadian Albums Chart)           | 36             |
| Estados Unidos (Billboard 200)           | 134            |
| Estados Unidos (Dance/Electronic Albums) | 6              |
| Estados Unidos (Heatseekers Albums)      | 1              |
| Suíça (Schweizer Hitparade)              | 94             |
| Áustria (IFPI)                           | 35             |

## Histórico de lançamento
Perfectionist foi inicialmente distribuído na França em 15 de março de 2011 e em abril seguinte em países da Europa germânica. Foi consequentemente disponibilizado na Polônia em maio e em agosto na América do Norte. Tem lançamento previsto para setembro de 2011 em nações do Leste Europeu, no Reino Unido, na América Latina e na Rússia.
| País           | Data                   | Formato(s)           | Gravadora(s)                                                     |
| -------------- | ---------------------- | -------------------- | ---------------------------------------------------------------- |
| França         | 15 de março de 2011    | Download digital     | Universal                                                        |
| Alemanha       | 1° de abril de 2011    | CD, download digital | Universal                                                        |
| Suíça          | 1° de abril de 2011    | CD, download digital | Universal                                                        |
| Áustria        | 1° de abril de 2011    | CD, download digital | Universal                                                        |
| Polônia        | 13 de maio de 2011     | CD                   | Universal                                                        |
| Canadá         | 16 de agosto de 2011   | CD, download digital | Universal                                                        |
| Estados Unidos | 16 de agosto de 2011   | CD, download digital | will.i.am, Cherrytree, Kon Live, Interscope, Bozdaya, Dandyville |
| México         | 16 de agosto de 2011   | Download digital     | Universal                                                        |
| Países Baixos  | 16 de agosto de 2011   | Download digital     | Universal                                                        |
| Croácia        | 7 de setembro de 2011  | CD                   | Universal                                                        |
| Eslovênia      | 7 de setembro de 2011  | CD                   | Universal                                                        |
| Sérvia         | 7 de setembro de 2011  | CD                   | Universal                                                        |
| Reino Unido    | 19 de setembro de 2011 | CD, download digital | Polydor                                                          |
| Brasil         | 19 de setembro de 2011 | Download digital     | Universal                                                        |
| Brasil         | 20 de setembro de 2011 | CD                   | Universal                                                        |
| México         | 20 de setembro de 2011 | CD                   | Universal                                                        |
| Rússia         | 26 de setembro de 2011 | CD                   | Universal                                                        |